# Nils Whiten
Nils Edvard Folke Whiten, ursprungligen Whitén, född 26 december 1888 i Stockholm, död 16 oktober 1968 i Oscars församling i Stockholm, var en svensk inspicient, regiassistent, skådespelare med mera.
Nils Whiten är begravd på Norra begravningsplatsen utanför Stockholm.

## Filmografi (urval)
- 1920 – Kärlek och björnjakt
- 1921 – Värmlänningarna
- 1925 – Styrman Karlssons flammor
- 1927 – Drottningen av Pellagonien
- 1935 – Ungkarlspappan
- 1938 – Vingar kring fyren
- 1938 – Styrman Karlssons flammor
- 1940 – Juninatten
- 1943 – Katrina
- 1943 – Det brinner en eld
- 1944 – Den osynliga muren
- 1944 – Hans officiella fästmö
- 1947 – Tappa inte sugen
- 1947 – Tant Grön, Tant Brun och Tant Gredelin
- 1953 – Sommaren med Monika
- 1954 – I rök och dans
- 1955 – Enhörningen
- 1955 – Stampen
- 1956 – Sjunde himlen
- 1956 – Ratataa
- 1957 – Det sjunde inseglet
- 1957 – Nattens ljus
- 1962 – Halsduken (TV-serie)
- 1963 – Den gula bilen
- 1968 – Skammen

## Teater

### Roller
| År   | Roll      | Produktion                                                         | Regi         | Teater      |
| ---- | --------- | ------------------------------------------------------------------ | ------------ | ----------- |
| 1924 | Dominique | Borgmästarinnan (La presidente) Maurice Hennequin och Pierre Veber | Albert Ranft | Vasateatern |